# くまモンもん
「くまモンもん」は、2013年9月25日にアップフロントワークス（zetimaレーベル）から発売された熊本県を代表するゆるキャラ「くまモン」のイメージソング。

## 概要
くまモン生誕3周年の2013年3月12日、誕生日を祝うため作られたとされている。熊本県出身であり、くまモンの生みの親である放送作家の小山薫堂の呼びかけより、歌は熊本県出身2012年デビュー25周年を迎えた森高千里、作曲・編曲は隣県福岡県出身のアーティスト・KANが担当、作詞はKAN・小山薫堂による共作。振り付けはこれまで数々のアーティストを担当してきた南流石が担当。さらに、隣県宮崎県生まれのアーティスト・秦基博がアコースティックギターで参加している。
CD+DVD版仕様には振付解説＋ピンナップポスター＋くまモン特製ステッカーデカラベルステッカーが同梱されている。

## 収録曲

### CD
1. くまモンもん
作詞：小山薫堂・KAN／作曲・編曲：KAN／歌：森高千里
2. くまもとサプライズ!
作詞・作曲・編曲：ボンボ藤井／歌・くまモンたい
3. くまモンもん（オリジナル・カラオケ）
4. くまもとサプライズ!（オリジナル・カラオケ）

### DVD
1. くまモンもん（ミュージックビデオ）
2. くまモンもん（みんなで踊ろう!バージョン）
3. くまもとサプライズ!（みんなで踊ろう!バージョン）